# Susanne Kronzucker
Susanne Kronzucker (* 24. Februar 1965 in Köln) ist eine deutsche Journalistin und Fernsehmoderatorin.

## Biographie

### Beruflicher Werdegang
1983 erhielt Susanne Kronzucker ein International Baccalaureate in Washington. Anschließend studierte sie von 1983 bis 1986 Politikwissenschaften am Mädchencollege der Columbia University und schloss mit dem Bachelor-of-Arts-Degree ab. Ab 1985 war sie bei NBC, im ZDF-Büro in Washington D.C. und bei Hubert Burda Media in New York tätig.
Anschließend war Kronzucker von 1986 bis 1988 Redakteurin bei RTL plus in Luxemburg. Dort moderierte sie von 1988 bis 1992 den Prominententalk sowie Ein Tag wie kein anderer. Zudem war sie als Ansagerin tätig. Von 1992 bis 1995 studierte sie internationale Politik und Wirtschaft, Master of International Affairs (MIA) und machte eine Fortbildung an der Journalism School der Columbia University in New York. Am 1. Mai 1995 wurde Susanne Kronzucker Redakteurin bei RTL. Ab September 1995 moderierte sie RTL aktuell Weekend und war Stellvertreterin von Peter Kloeppel, dem leitenden Moderator der Sendung. 
Im Januar 2003 moderierte sie eine Folge des Lifestyle-Magazins Life! Die Lust zu leben. Im Januar 2004 übernahm Kronzucker als Nachfolgerin von Heiner Bremer die Moderation des RTL Nachtjournals. In dieser Funktion arbeitete sie bis zum 15. Dezember 2007, als sie die Tätigkeit aus familiären Gründen aufgab und an Ilka Eßmüller abgab. Von März 2008 bis April 2011 war sie Hauptmoderatorin des ZDF-Frauenmagazins ML Mona Lisa.

### Entführung
1980 wurde Kronzucker mit ihrer Schwester und ihrem Cousin in der Toskana entführt, über zwei Monate gefangen gehalten und schließlich gegen ein Lösegeld in Millionenhöhe freigelassen. Der Fall wurde als Kronzucker-Entführung bekannt.

### Familie/Diverses
Susanne Kronzucker ist die Tochter des Fernsehjournalisten Dieter Kronzucker. Sie heiratete 1993 in New York einen Münchner Anwalt. Nach jahrelangem Pendeln zwischen dem Wohnort ihres Mannes und ihrem Arbeitsort zog Kronzucker 2008 für die neue Stelle von Köln nach München um und lebt dort mit ihrem Mann und ihren Kindern.
Seit Januar 2010 ist Kronzucker offizielle Patin des Kinderhospizes Bethel für sterbende Kinder.